# 色目川
色目川（いろめがわ）は、木曽川水系の一級河川。岐阜県養老郡養老町を流れる。相川・杭瀬川・牧田川・揖斐川を経て伊勢湾に至る木曽川の5次支川。

## 概要

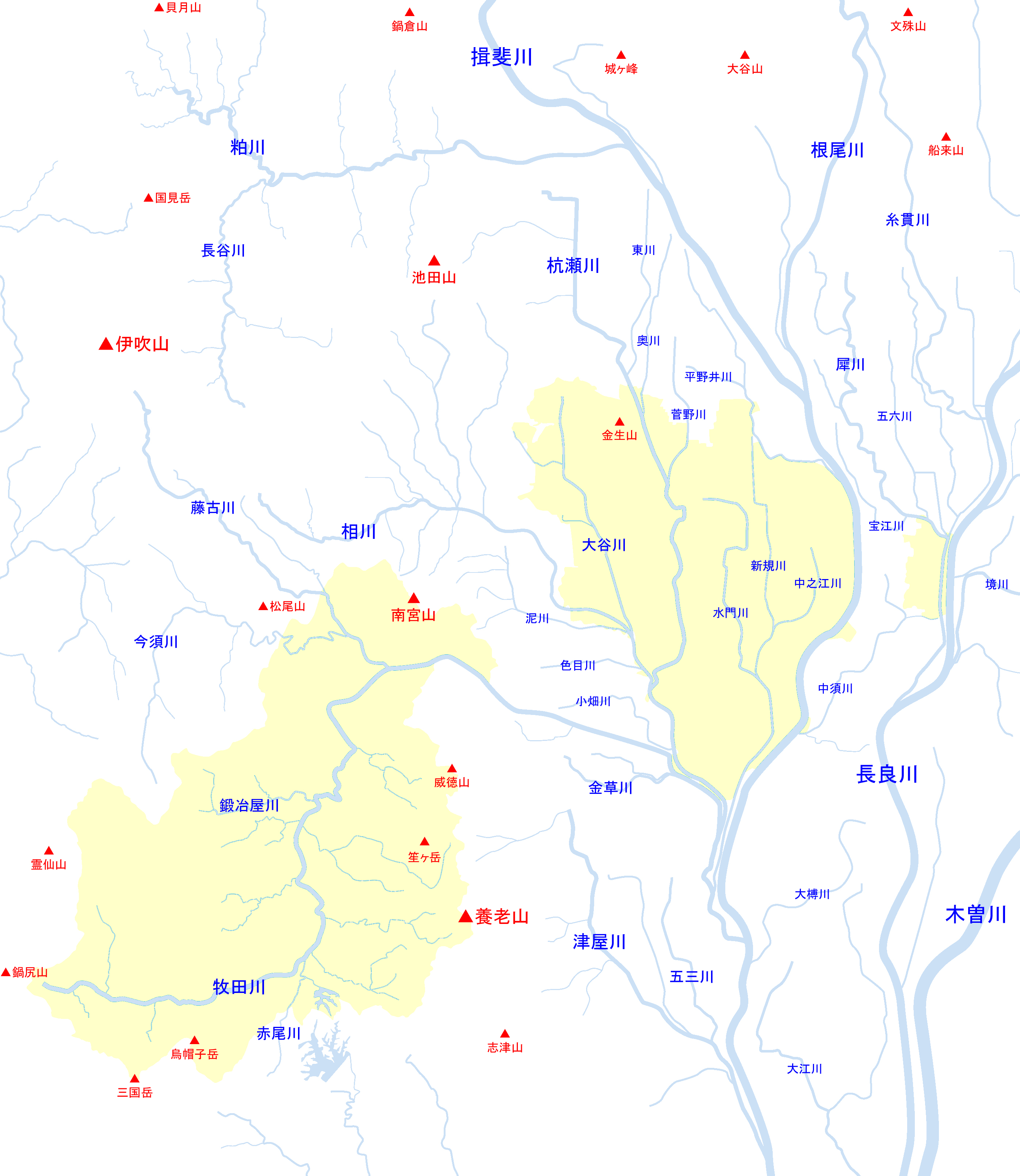
大垣市周辺河川の位置関係図

養老町中を水源として東へ流れ養老町蛇持の色目川排水機場より相川へ合流する。
湧水を水源としており流量が少なく、上流部の降水による水害は少ないが合流先河川の水位上昇によって逆流が起きることによる水害が多くあった。
北側は泥川との間に室原輪中、南側は小畑川との間に蛇持輪中が存在した。